# Presidente del Parlamento del Mercosur
El presidente del Parlamento del Mercosur es el más alto responsable y representante del Parlamento del Mercosur. El Presidente representa al Parlamento de acuerdo con el Protocolo Constitutivo del Parlamento del Mercosur y con las disposiciones del Reglamento, hace las comunicaciones oficiales y puede delegar las atribuciones que se autorizan por el Reglamento del Parlamento.
Desde el 1 de enero de 2025, el cargo es ejercido por el diputado federal brasileño Arlindo Chinaglia Junior.

## Competencias del presidente
Las competencias y obligaciones del cargo se rigen por el Protocolo Constitutivo del Parlamento del Mercosur y enumeradas en el artículo 52 del Reglamento Interno del Parlamento del Mercosur:
- Observar y hacer observar el Protocolo Constitutivo del Parlamento del Mercosur y este Reglamento;
- Preparar el orden del día y someterlo a la aprobación de la Mesa Directiva;
- Presidir las sesiones, garantizar las discusiones, proponer las votaciones y proclamar los resultados;
- Convocar a los Parlamentarios y a las Parlamentarias, llamarles al recinto e iniciar las sesiones;
- Pasar a cuarto intermedio a solicitud de un Parlamentario o Parlamentaria, aprobada en los términos de este Reglamento;
- Suspender la sesión, por hasta 60 (sesenta) minutos, en caso de desorden o actividad protocolar;
- Levantar la sesión por falta de quorum o, a solicitud de un Parlamentario o Parlamentaria, aprobada en los términos de este Reglamento;
- Revocar la convocatoria a una sesión, cuando no hubiere actos de trámite Parlamentario o existan circunstancias excepcionales que así lo aconsejen;
- Dar cuenta de los asuntos entrados y distribuir los diferentes asuntos entre las Comisiones o al Plenario, según corresponda;
- Llamar a los Parlamentarios y a las Parlamentarias al orden durante la sesión, y si a pesar de tal advertencia, no se corrigiese, o se sostuviese que no la ha merecido, se dirigirá al Plenario pidiéndole autorización para llamarle al orden, y sin discusión alguna, dicho cuerpo decidirá;
- Recibir, ante el Plenario, para su incorporación, el compromiso de los Parlamentarios electos;
- Prohibir la entrada al recinto de personas cuya presencia, a su juicio, no fuere conveniente para el orden, la dignidad y el decoro del Parlamento;
- Ordenar los gastos y los pagos;
- Firmar e inicialar las actas de las sesiones del Parlamento;
- Ordenar la publicación del diario de sesiones;
- Convocar las sesiones;
- Ejercer todas las demás funciones que sean necesarias para el eficaz cumplimiento de su cargo.

## Lista de presidentes
| Nombre                    | País      | Inicio                  | Final                   |
| ------------------------- | --------- | ----------------------- | ----------------------- |
| Alfonso González Núñez    | Paraguay  | 7 de mayo de 2007       | 25 de junio de 2007     |
| Roberto Conde             | Uruguay   | 25 de junio de 2007     | 18 de diciembre de 2007 |
| José Pampuro              | Argentina | 18 de diciembre de 2007 | 27 de junio de 2008     |
| Florisvaldo Fier          | Brasil    | 28 de junio de 2008     | 10 de febrero de 2009   |
| Ignacio Mendoza Unzaín    | Paraguay  | 10 de febrero de 2009   | 17 de agosto de 2009    |
| Juan José Domínguez       | Uruguay   | 17 de agosto de 2009    | febrero de 2010         |
| José Pampuro              | Argentina | febrero de 2010         | 9 de agosto de 2010     |
| Aloizio Mercadante        | Brasil    | 9 de agosto de 2010     | 6 de junio de 2011      |
| Ignacio Mendoza Unzaín    | Paraguay  | 7 de junio de 2011      | 30 de junio de 2013     |
| Rubén Martínez Huelmo     | Uruguay   | 1 de julio de 2013      | 15 de febrero de 2015   |
| Saúl Ortega               | Venezuela | 26 de febrero de 2015   | 31 de diciembre de 2015 |
| Jorge Taiana              | Argentina | 1 de enero de 2016      | 1 de diciembre de 2016  |
| Arlindo Chinaglia         | Brasil    | 1 de diciembre de 2016  | 11 de diciembre de 2017 |
| Tomás Bittar              | Paraguay  | 1 de enero de 2018      | 31 de diciembre de 2018 |
| Daniel Caggiani           | Uruguay   | 1 de enero de 2019      | 31 de diciembre de 2019 |
| Oscar Laborde             | Argentina | 1 de enero de 2020      | 31 de diciembre de 2020 |
| Celso Russomanno          | Brasil    | 1 de enero de 2021      | 31 de diciembre de 2021 |
| Tomás Bittar              | Paraguay  | 1 de enero de 2022      | 31 de diciembre de 2022 |
| Gustavo Penadés           | Uruguay   | 1 de enero de 2023      | 7 de mayo de 2023       |
| Cecilia Britto (interina) | Argentina | 8 de mayo de 2023       | 7 de junio de 2023      |
| Rubén Bacigalupe          | Uruguay   | 8 de junio de 2023      | 26 de junio de 2023     |
| Mario Colman              | Uruguay   | 26 de junio de 2023     | 29 de abril de 2024     |
| Fabiana Martín            | Argentina | 29 de abril de 2024     | 31 de diciembre de 2024 |
| Arlindo Chinaglia         | Brasil    | 1 de enero de 2025      | vigente                 |

- Fuente: Parlamento del Mercosur[2]